# Marcus Lauesen
Marcus Lauesen, född 1907, död 1975, var en dansk författare.
Lauesen har skrivit den intressanta sönderjyska släktromanen Og nu venter vi paa Skib (1931, svensk översättning samma år) och byskildringen En Mand og hans Fjende (1932).